# Start (Luizjana)
Start – jednostka osadnicza w Stanach Zjednoczonych, w stanie Luizjana, w parafii Richland.